# Leptodeira
Leptodeira – rodzaj węży z podrodziny ślimaczarzy (Dipsadinae) w rodzinie połozowatych (Colubridae).

## Zasięg występowania
Rodzaj obejmuje gatunki występujące w Stanach Zjednoczonych (Teksas), Meksyku, Belize, Gwatemali, Salwadorze, Hondurasie, Nikaragui, Kostaryce, Panamie, Kolumbii, Wenezueli, Trynidadzie i Tobago, na Arubie, w Gujanie, Surinamie, Gujanie Francuskiej, Brazylii, Ekwadorze, Peru, Boliwii, Paragwaju i Argentynie. 

## Systematyka

### Etymologia
- Leptodeira: gr. λεπτος leptos „delikatny, drobny”; δειρη deirē „szyja”[7].
- Megalops: gr. μεγας megas, μεγαλη megalē „wielki”[8]; ωψ ōps, ωπος ōpos „twarz, oblicze, oczy”[9]. Gatunek typowy: Megalops maculatus Hallowell, 1860.
- Anoplophallus: gr. ανοπλος anoplos „bez tarczy, nieuzbrojony”, od negatywnego przedrostka αν- an- „bez”; ὁπλον hoplon „duża tarcza, zbroja, oręż”[10]; φαλλος phallos „penis”[11]. Nazwa zastępcza dla Megalops Hallowell, 1860 (nazwa zajęta przez Megalops Lacépède, 1803 (Megalopidae)).

### Podział systematyczny
Do rodzaju należą następujące gatunki:
- Leptodeira annulata (Linnaeus, 1758)
- Leptodeira approximans (Günther, 1872)
- Leptodeira ashmeadii (Hallowell, 1845)
- Leptodeira bakeri Ruthven, 1936
- Leptodeira frenata (Cope, 1886)
- Leptodeira larcorum Schmidt & Walker, 1943
- Leptodeira maculata (Hallowell, 1861)
- Leptodeira misinawui Torres-Carvajal, Sánchez-Nivicela, Posse, Celi & Koch, 2020
- Leptodeira nigrofasciata Günther, 1868
- Leptodeira ornata (Bocourt, 1884)
- Leptodeira pulchriceps Duellman, 1958
- Leptodeira punctata (Peters, 1866)
- Leptodeira rhombifera Günther, 1872
- Leptodeira rubricata (Cope, 1893)
- Leptodeira septentrionalis (Kennicott, 1859)
- Leptodeira splendida Günther, 1885
- Leptodeira tarairiu Costa, Graboski, Grazziotin, Zaher, Rodrigues & Prudente, 2022
- Leptodeira uribei (Bautista & Smith, 1992)